# رنگ فقر قرمز است
رنگ فقر قرمز است 
(به تلوگویی: Varumayin Niram Sivappu) فیلمی محصول سال ۱۹۸۱ و به کارگردانی کی. بالاچاندر است. در این فیلم بازیگرانی همچون کمال حسن، سری دوی، اس. وی شکهار، آر. دلیپ، پورنام ویشواناتام، پراتاب کی. پوتن ایفای نقش کرده‌اند.